# Gian Emilio Malerba

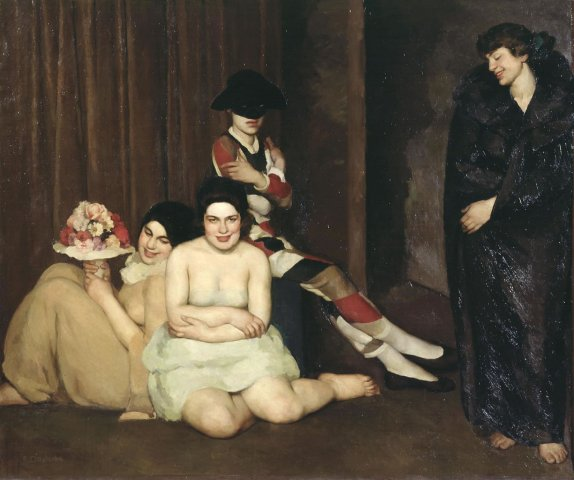
Gian Emilio Malerba
Maschere, 1922
Galleria nazionale d'arte moderna, Roma

Gian Emilio Malerba (Milano, 27 novembre 1880 – Milano, 31 marzo 1926) è stato un pittore italiano, fra gli iniziatori del movimento artistico del Novecento nel 1922 a Milano.

## Biografia
Studia all'Accademia di Brera con Tallone e Mentessi esordendo nel 1906 con un'esposizione della stessa Accademia. Le sue prime opere risultano influenzate dai modi della Scapigliatura lombarda. Nel 1913 consegue il premio Canonica e l'anno successivo il suo dipinto Il cappello nero è acquistato dal re d'Italia. Nel 1916 ottiene un premio dal Ministero dell'Istruzione.
Intanto la sua arte evolve in composizioni più nitidamente costruite. Espone alla XIII Biennale di Venezia con dipinti, tra cui il celebre Maschere, che sono già in sintonia con la nuova corrente di Realismo magico.
Nel 1922 è anche tra i fondatori del gruppo di Novecento che espone a Milano l'anno successivo alla galleria Pesaro con il dipinto La collegiale che viene acquistato dalla Galleria d'arte moderna di Lima.
Muore all'età di quarantasei anni mentre si preparava a partecipare alla Prima Mostra del Novecento Italiano alla Permanente di Milano.